# تيمو بيرغر
تيمو بيرغر (بالألمانية: Timo Berger)‏ (و. 1974  م) هو مؤلف، ومترجم، وكاتب ألماني، ولد في شتوتغارت.